# Гетаргел
Гетаргел (вірм. Գետարգել)) — село в марзі Котайк, у центрі Вірменії. Населення зайняте в сільському господарстві.